# Wolfgang Dessecker
Wolfgang Dessecker (né le 18 août 1911 à Stuttgart et mort le 26 mars 1973 dans cette même ville) est un athlète allemand, spécialiste du 800 mètres. 

## Biographie
Il remporte la médaille de bronze du 800 m lors des premiers championnats d'Europe d'athlétisme, en 1934 à Turin, établissant la meilleure marque de sa carrière en 1 min 52 s 2.
Il participe aux Jeux olympiques de 1936 à Berlin et atteint les demi-finales du 800 m.

### Palmarès
| Date | Compétition           | Lieu  | Résultat | Épreuve | Performance  |
| ---- | --------------------- | ----- | -------- | ------- | ------------ |
| 1934 | Championnats d'Europe | Turin | 3e       | 800 m   | 1 min 52 s 2 |

### Records
| Épreuve | Performance  | Lieu  | Date             |
| ------- | ------------ | ----- | ---------------- |
| 800 m   | 1 min 52 s 2 | Turin | 9 septembre 1934 |